# Fabián Balbuena
Fabián Cornelio Balbuena González (Ciudad del Este, 1991. január 23. –) paraguayi labdarúgó, a Grêmio hátvédje.